# Orden Maronita Mariamita
La Orden Maronita Mariamita (Latin: Ordo Maronita Beatae Mariae Virginis; abreviado OMM),  también llamados Alepianos o Halabitas, es una orden monástica de la Iglesia católica maronita de Levante, que desde sus inicios ha sido específicamente una Iglesia monástica. La orden fue fundada en 1694 en el Monasterio de Mart Moura, Ehden, Líbano, por tres jóvenes maronitas de Alepo, Siria, bajo el patrocinio del Patriarca Estephan Douaihy (1670-1704).
Su nombre proviene del árabe Halabiyyah, monjes de la ciudad de Alepo y es una de las tres congregaciones libanesas fundadas por San Antonio el Grande . El nombre hace referencia al origen de sus fundadores. El 9 de abril de 1969, la orden recibió el nombre, en latín, Ordo Maronita Beatae Mariae Virginis .
La segunda orden fundada por San Antonio es la orden de los Baladitas (o Baladiyyah ), monjes rurales, frente a los Halabiyyah que eran urbanos, de los que se separaron. Clemente XIV sancionó esta separación en 1770.
La tercera orden es la Orden Maronita Antonina, fundada el 15 de agosto de 1700 por el patriarca Gabriel de Blaouza (1704-1705).